# أباتشي كوردوفا
أباتشي كوردوفا (بالإنجليزية: Apache Cordova)‏ (المعروف سابقًا باسم فونغاب) هو إطار عمل لتطوير تطبيقات الهاتف المحمول طورته نتوبي. اشترت أدوبي سيستمز شركة نتوبي في عام 2011، وأعادت تسميتها باسم فونغاب، وأصدرت لاحقًا نسخة مفتوحة المصدر من البرنامج باسم أباتشي كوردوفا. تمكّن أباتشي كوردوفا مطوري البرمجيات من إنشاء تطبيقات ويب هجينة للأجهزة المحمولة باستخدام لغات أوراق الأنماط المتتالية 3 وإتش تي إم إل 5 وجافاسكريبت بدلاً من الاعتماد على واجهات برمجة التطبيقات الخاصة بالأنظمة الأساسية مثل تلك الموجودة في أندرويد أو آي أو إس أو ويندوز فون. تمكّن تغليف التعليمات البرمجية اعتمادًا على النظام الأساسي للجهاز. يعمل على توسيع ميزات لغة توصيف النص الفائق وجافاسكريبت للعمل مع الجهاز. تكون التطبيقات الناتجة هجينة، مما يعني أنها ليست تطبيقات جوال أصلية حقًا ولا تعتمد على الويب تمامًا. إنها ليست أصلية لأن عرض التخطيط بالكامل يتم عبر طرق عرض الويب بدلاً من إطار عمل واجهة المستخدم للنظام الأساسي، وليست تطبيقات ويب لأنها مجمعة كتطبيقات للتوزيع ولديها إمكانية الوصول إلى واجهات برمجة التطبيقات الأصلية للجهاز. أصبح المزج بين مقتطفات التعليمات البرمجية الأصلية والهجينة ممكنًا منذ الإصدار 1.9.
كان يُطلق على البرنامج سابقًا اسم فونغاب فقط، ثم أباتشي كولباك (بالإنجليزية: Apache Callback)‏.
كان فونغاب هو الإصدار التجاري لشركة أدوبي من كوردوفا بالإضافة إلى النظام البيئي المرتبط به. تم أيضًا إنشاء العديد من الأدوات والأطر الأخرى على شيفرة كوردوفا، بما في ذلك أيونيك وموناكا والإطار7 وإطار الكوازار ومنصة تيليريك. تستخدم هذه الأدوات كوردوفا لا فونغاب.
يشمل المساهمون في مشروع أباتشي كوردوفا أدوبي وبلاك بيري وجوجل وآي بي إم وإنتل ومايكروسوفت وموزيلا وغيرهم.

## أنظر أيضًا
- فونغاب
- زامارين
- فلاتر (منصة برمجية)
- ابسيليراتور تيتانيوم